# Politica Andorrei
Până în 1993, sistemul politic al Andorrei nu avea o diviziune clară între puterea legislativă, executivă, și cea juridică. Constituția Andorrei, ratificată în 1993, instituie guvernului Andorrei sub forma unei democrații parlamentare; formal, co-prinții francez și spaniol sunt șefii statului, însă șeful guvernului deține puterea executivă. Cei doi prinți își împart o putere limitată, care nu include dreptul de veto asupra legilor guvernului. Ei sunt reprezentați în Andorra de cîte un delegat.
Felul în care cei doi prinți sunt aleși marchează sistemul politic distinct a Andorrei. Unul din co-prinți este persoana care deține postul de președinte al Franței, în prezent acesta fiind Emmanuel Macron (istoric, titlul a fost deținut de oricare șef al statului Franța, inclusiv de regi și imperatori). Al doilea prinț este episcopul catolic a orașului catalan La Seu d'Urgell, în prezent Joan Enric Vives i Sicilia. Deoarece nici unul din prinți nu locuiește în Andorra, acest post este doar ceremonial.
Organul principal legislativ a țării este Consiliul General a Văilor (Consell General de les Valls), un parlament cu 28 de locuri; membrii sunt aleși prin vot direct, 14 printr-o selecție națională și 14 din cele 7 districte, pe o perioadă de patru ani. Guvernul Andorrei este format prin alegerea în Consiliul General a șefului guvernului (Cap de Guvern), care apoi numește miniștrii din Consiliul Executiv (Guvernul). În prezent, la guvernare este Partidul Liberal, cu Albert Pintat în funcția de prim-ministru. Partidul Social-Democrat formează opoziția.
Apărarea țării este responsabilitatea Franței și a Spaniei.